# PewDiePie
Фе́лікс А́рвід У́льф Че́льберг (швед. Felix Arvid Ulf Kjellberg народ. 24 жовтня 1989, Гетеборг, Швеція), більш відомий як PewDiePie («П'юДіПай») — шведський англомовний відеоблогер, летсплеєр, актор, музикант, мультимільйонер.
15 серпня 2013 року YouTube-канал Фелікса очолив список найпопулярніших каналів за кількістю підписників. В кінці 2013 року його ненадовго обійшов канал YouTube Spotlight, а також на початку 2019 року декілька разів канал індійського лейбла T-Series. З 29 грудня 2014 року по 14 лютого 2017 року, YouTube-канал Чельберга очолював список найпопулярніших YouTube-каналів за кількістю переглядів. 25 серпня 2019 о 5:01 за київським часом його YouTube-канал досягнув позначки у 100 мільйонів підписників. переглядів.

## Ранні роки
Чельберг народився в Гетеборгу. У 2008 році він закінчив Вищу школу Гетеборгу. Потім він вступив до Технічного університету Чалмерса, але полишив навчання у 2011 році, аби зосередитися на своїй кар'єрі відеоблогера, яку він розпочав іще в студентські роки.

## Кар'єра на YouTube

### Історія
Чельберг створив свій канал у квітні 2009 року. У 2012 році його канал почав швидко рости. Так, на 11 липня 2012 на ньому був 1 млн підписників, а у вересні того ж року кількість підписників подвоїлась.
У лютому 2012 року Чельберг узяв участь в онлайн-змаганні «King of the Web» (укр. «Король мережі»). Його перша спроба була невдалою і він не отримав головного титулу, та незабаром, після голосування з 1 по 15 грудня, Чельберг усе ж став «Ігровим королем мережі» (англ. «Gaming King of the Web»). За результатами наступного голосування, він переміг і перерахував усі виграні гроші на рахунок Всесвітнього фонду дикої природи.
У липні 2012 року Чельберг виступив із промовою на Nonick Conference.
У жовтні 2012 року, OpenSlate присудила каналу PewDiePie перше місце серед усіх каналів на YouTube, ґрунтуючись на своєму «SlateScore».
У квітні 2013 року канал Чельберга виріс до 6 млн підписників, про що повідомили в The New York Times.
У травні 2013 Чельберг виграв у номінаціях «Most Popular Social Show» (укр. Найпопулярніше соціальне шоу), змагаючись із Дженною Марблз, Smosh, Тобі Тернером і «Swedish Social Star Award» (укр. "Шведська соціальна зірка") на конкурсі «Starcount Social Stars Awards», який відбувався у Сінгапурі. Також він представляв учасників номінації «Most Popular Game» (укр. «Найпопулярніша гра») під час прямої трансляції шоу.
У 2012 і 2013 роках канал PewDiePie визнавався найбільш швидкорослим на YouTube, а 15 серпня 2013 року він вийшов на перше місце за числом підписників, обігнавши американський дует Smosh.
У вересні 2013 р. Чельберга нагородили сертифікатом Книги рекордів Гіннеса за найбільшу кількість підписників, про що він повідомив у своєму відеоблозі.
У грудні 2013 року його канал виріс до 20 млн підписників, а потім у тому ж місяці — до 21 млн підписників, до початку лютого кількість підписників сягнула 23 мільйонів.
У червні 2014 р. кількість шанувальників зросла до 28 мільйонів, а в січні 2015 року до 34 мільйонів.
Станом на грудень 2016 року число підписників складало 51 мільйон. Досягнення 50 мільйонів підписників супроводжувалося чималим ажіотажем у пресі, який був підігрітий словами самого Фелікса, що по досягненні цієї відмітки він вилучить свій канал на ютубі. Ряд світових інтернет-видань присвятили цій обіцянці статті, проте в результаті вона виявилась жартом, адже при досягненні 50 мільйонів було вилучено не основний, а другий, значно менший канал «JackSepticEye2».
У лютому 2017 року Фелікс опинився втягнутим у скандал із «Волл-стріт джорнел», (англ. The Wall Street Journal, WSJ). Приводом для суперечки з пресою стало відео, в якому Фелікс завітав на розважальний сайт «Fiverr», відвідувачі якого здатні замовити будь-яку дію чи захід за 5 доларів. Маючи на меті показати, наскільки далеко люди здатні зайти за 5 доларів, Фелікс замовив напис «Смерть усім євреям» (Death To All Jews), що і було виконано двома хлопцями з Індії. Цей випадок став приводом для ряду блокувань на Fiverr, а згодом і спровокував появу низки статей, що звинувачували Чельберга в антисемітизмі та нацизмі. Результатом стала втрата Феліксом частини контрактів із YouTube та Disney, прилюдна відповідь на критику преси у відео «My response [Архівовано 21 лютого 2017 у Wayback Machine.]» та широка кампанія підтримки Фелікса користувачами ютубу та відеоблогерами. Значне невдоволення користувачів ютубу було викликане тим, що компрометовне для PewDiePie відео та стаття на «Волл-стріт джорнел» були створені завдяки перекрученню фактів, наклепу або вириванню слів Чельберга з контексту, що неодноразово відбувалось і до того.

### Формат каналу
Канал Чельберга на YouTube в основному складається з проходження різних комп'ютерних ігор, які супроводжувалися спершу його закадровим голосом, а з березня 2011 року більшість відеозаписів PewDiePie'я також містять запис із вебкамери.
Чельберг спеціалізується на хоррор- та екшн-іграх.
Одною з перших ігор, проходження яких він записав, стала «Amnesia: The Dark Descent» і він до цього часу повертається до її модифікацій.
Його канал також співпрацює з розробниками інді-ігор, завдяки чому до гри з його проходженням значно збільшується інтерес. Однією з найпопулярніших ігор такого роду можна назвати флеш-гру «Happy Wheels», завдяки якій він став відомим.
З 2 вересня 2011 р. Чельберг почав завантажувати на канал щотижневі відео, як-от «Fridays With PewDiePie» (укр. «П'ятниці з PewDiePie») або інші, які описують його подорожі до різних міст.

### Поява в інших працях
Хоча в більшості відео на каналі PewDiePie він з'являється один, при проходженні багатокористувацьких ігор йому допомагають інші користувачі YouTube, наприклад Cinnamontoastken [Архівовано 14 грудня 2013 у Wayback Machine.] (Ken) і Cryaotic [Архівовано 6 серпня 2014 у Wayback Machine.] (Cry). Чельберг декілька разів брав участь у відео дуету Smosh. Ряд інді-ігор випустили спеціальні оновлення та доповнення, що містили згадки про PewDiePie. Так, гра «Butt Sniffin Pugs» має доповнення про хатніх улюбленців Фелікса — мопсів (паги) Маю та Едгара. Крім того, існує кілька ігор випущених із прямою участю Фелікса Чельберга, як то «PewDiePie's Tuber Simulator».

### Відносини з фанатами
Своїх фанатів Чельберг називає «бро» (англ. bros) або «армією бро» (англ. Bro Army). На Social Star Awards він спеціально вийшов подякувати своїм фанам, всупереч попередженню охорони не робити це.

## Приватне життя
Чельберг — швед за національністю, його мати — Йоганна Чельберг, колишній IT-директор компанії KappAhl. Довгий час мешкав зі своєю дівчиною Марцією Бісонін (на YouTube відомою під ніком Marzia [Архівовано 21 лютого 2014 у Wayback Machine.]) в Італії. У 2013 році Чельберг переїхав зі своєю подругою до Англії задля кращого інтернет-з'єднання. Також Чельберг залучений у благодійних акціях Всесвітнього фонду дикої природи та Дитячої лікарні святого Юди Тадея. У липні 2013 р. на честь «ювілею» (10 млн підписників на його каналі) він почав благодійну акцію з метою допомогти організації Charity: Water, що забезпечує бідні країни світу питною водою. Він поставив за мету вкласти в цю компанію 250 000 $ і будь-хто може пожертвувати необмежену кількість грошей. До 1 жовтня 2013 р. кампанія зібрала 450 000 $ і Фелікс подякував своїм фанатам за вкладення в неї.

## Фільмографія
| Рік             | Назва                                   | Роль                  | Епізод   |
| --------------- | --------------------------------------- | --------------------- | -------- |
| 2013            | Epic Rap Battles of History             | Михайло Баришников    | 1        |
| 2013            | Internet Icon                           | Камео                 | 1        |
| 2013, 2015      | Smosh Babies                            | Baby Pewds            | 2        |
| 2013–2016, 2019 | YouTube Rewind                          | Камео                 | 5        |
| 2014            | Good Mythical Morning                   | Камео                 | 1        |
| 2014            | asdfmovie                               | Lonely Guy / Magician | 1        |
| 2014            | Південний Парк                          | Камео                 | 2        |
| 2015            | Готель Оскара для фантастичних створінь | Брок                  | 6        |
| 2015            | Pugatory                                | Едгар                 | 6        |
| 2016            | Налякай PewDiePie                       | Камео                 | 10 (Усі) |

## Ігрографія
| Рік  | Гра                              | Тип                 | Платформа                                                     | Розробник         | Коментар |
| ---- | -------------------------------- | ------------------- | ------------------------------------------------------------- | ----------------- | -------- |
| 2015 | PewDiePie: Legend of the Brofist | Платформер          | iOS, Android, Windows, macOS                                  | Outerminds Inc.   |          |
| 2016 | PewDiePie’s Tuber Simulator      | Симулятор           | iOS, Android                                                  | Outerminds Inc.   |          |
| 2017 | Pinstripe                        | Платформер          | Windows, macOS, Linux, Nintendo Switch                        | Atmos Games       | Голосова |
| 2018 | Animal Super Squad               | Фізична головоломка | iOS, Windows, macOS, PlayStation 4, Nintendo Switch, Xbox One | Doublemoose Games |          |
| 2019 | PewDiePie’s Pixelings            | Стратегія           | iOS, Android                                                  | Outerminds Inc.   |          |
| 2019 | Poopdie                          | Підземелля          | iOS, Android                                                  | Bulbware          |          |

## Дискографія
| Назва                                                                                          | Рік  | Найвища позиція у чартах |
| ---------------------------------------------------------------------------------------------- | ---- | ------------------------ |
| «Bitch Lasagna [Архівовано 10 квітня 2019 у Wayback Machine.]» (разом з Party in Backyard)     | 2018 | —                        |
| «Rewind Time» (разом з Party in Backyard)                                                      | 2018 | —                        |
| «Congratulations» [Архівовано 3 квітня 2019 у Wayback Machine.](разом з Roomie and Boyinaband) | 2019 | 1                        |
| «Mine All Day» [Архівовано 20 січня 2022 у Wayback Machine.](совместно с Party in Backyard)    | 2019 | 3                        |

## Нагороди та церемонії
| Рік  | Церемонія                    | Категория                                        | Результати |
| ---- | ---------------------------- | ------------------------------------------------ | ---------- |
| 2013 | Starcount Social Star Awards | Найпопулярніше соціальне шоу                     | Перемога   |
| 2013 | Starcount Social Star Awards | Премія соціальної зірки Швеції                   | Перемога   |
| 2013 | 5th Shorty Awards            | #Gaming                                          | Перемога   |
| 2014 | Teen Choice Awards 2014      | Вебзірка: Ігри                                   | Перемога   |
| 2014 | 4-я Streamy Awards           | Найкращій ігровий канал, шоу чи серіал           | Номінація  |
| 2014 | Golden Joystick Awards 2014  | Ігрова особистість                               | Перемога   |
| 2015 | Teen Choice Awards 2015      | Вибір вебзірки: Чоловік                          | Номінація  |
| 2015 | 5th Streamy Awards           | Найкращій канал від першої особи, шоу, чи серіал | Номінація  |
| 2015 | 5th Streamy Awards           | Найкращій ігровий канал, шоу чи серіал           | Перемога   |
| 2015 | Golden Joystick Awards 2015  | Ігрова особистість                               | Перемога   |
| 2016 | 8th Shorty Awards            | Ютубер року                                      | Номінація  |
| 2017 | 43rd People’s Choice Awards  | Улюблена зірка YouTube                           | Номінація  |
| 2019 | Teen Choice Awards           | Вибір геймера                                    | Перемога   |

## Цікаві факти
- Улюблений персонаж Фелікса — Се Мінамімото з NDS-гри The World Ends with You.[14]
- Чельберг має неприязнь до восьминогів, манекенів і бочок.[15]
- Улюблений фільм дитинства — Механічний апельсин.[14]
- Вміє та любить грати на гітарі.[16]
- До кар'єри на YouTube Чельберг працював на тенісному корті й у гавані у ролі капітана.[17]
- У вільний час Фелікс любить грати в теніс і гольф, а також займається вітрильним спортом.[18]
- Канал Фелікса має понад 13 мільярдів переглядів.
- У травні 2014 р. благодійні кампанії Фелікса в загальному зібрали понад 1 млн доларів, про що 4 червня він повідомив у своєму VLOG-и.[19]
- Вільно говорить шведською та англійською мовами.
- Улюблений коктейль Фелікса — ром із колою.[20]
- Станом на лютий 2017 року Чельберг, єдиний відеоблогер, що володіє кастомізованою (яка має унікальний дизайн) нагородою від Ютубу за досягнення 50 мільйонів підписників.
- Станом на лютий 2017 одне з відео Фелікса посідає третю сходинку у топі відео з найбільшою кількістю дизлайків «Can this video get 1 million dislikes [Архівовано 20 лютого 2017 у Wayback Machine.]?». Цей антирекорд був ініційований Феліксом умисне, коли він попрохав глядачів поставити якомога більшу кількість дизлайків під одним зі своїх провокативних відео.
- Фелікс написав книгу-пародію на книги саморозвитку під назвою «Ця книга любить тебе».
- У листопаді 2018 року невідомий хакер (імовірно, фанат блогера), зламав принтери в різних країнах і видрукував на принтерах текст у підтримку блогера й закликом пофіксити проблему із принтером[21]